# Russian Winter 2011
Russian Winter 2011 – halowy mityng lekkoatletyczny, który odbył się 6 lutego w stolicy Rosji – Moskwie. 
Jedynym z wydarzeń zawodów był powrót do sportu, po blisko rocznej przerwie, rosyjskiej tyczkarki Jeleny Isinbajewej. Rosjanka w swoim pierwszym starcie od czasu halowych mistrzostw świata w Katarze (marzec 2010) wygrała z najlepszym tegorocznym wynikiem na świecie w sezonie halowym – 4,81.

## Rezultaty
| NR - rekord kraju \| WL - najlepszy tegoroczny wynik na listach światowych \| PB - rekord życiowy \| SB - najlepszy wynik w sezonie \| MR – rekord mityngu |

### Mężczyźni
| Konkurencja:              | 1. miejsce        | Rezultat   | 2. miejsce          | Rezultat | 3. miejsce           | Rezultat |
| Bieg na 60 m              | Joshua Norman     | 6,60       | Kim Collins         | 6,60     | Peter Emelieze       | 6,64     |
| Bieg na 400 m             | Dmitrij Buriak    | 46,91      | Richard Buck        | 47,00    | Konstantin Swieczkar | 47,21 SB |
| Bieg na 600 m             | Jackson Kivuna    | 1:15,69 MR | Richard Kiplagat    | 1:15,92  | Ismail Ahmed Ismail  | 1:16,16  |
| Bieg na 60 m przez płotki | Petr Svoboda      | 7,58       | Konstantin Szabanow | 7,68 PB  | Aleksiej Driomin     | 7,69 PB  |
| Skok wzwyż                | Iwan Uchow        | 2,34       | Aleksandr Szustow   | 2,31     | Jesse Williams       | 2,31 SB  |
| Skok w dal                | Aleksandr Mieńkow | 8,01       | Pawieł Szalin       | 7,96 PB  | Wilfredo Martínez    | 7,93     |

### Kobiety
| Konkurencja:              | 1. miejsce           | Rezultat   | 2. miejsce               | Rezultat | 3. miejsce                              | Rezultat   |
| Bieg na 60 m              | Paulette Zang-Milama | 7,15 SB    | Mikele Barber            | 7,22 SB  | Natalja Murinowicz                      | 7,35 SB    |
| Bieg na 400 m             | Antonina Kriwoszapka | 51,98      | Denisa Ščerbová-Rosolová | 52,21    | Ksienija Zadorina                       | 52,35      |
| Bieg na 600 m             | Julija Rusanowa      | 1:24,02    | Marija Sawinowa          | 1:26,23  | Jelena Kofanowa                         | 1:26,38    |
| Bieg na 1000 m            | Jewgienija Zinurowa  | 2:36,32 PB | Olesia Syriewa           | 2:37,07  | Anastasija Wosmierikowa                 | 2:38,27 PB |
| Bieg na 60 m przez płotki | Danielle Carruthers  | 7,94 SB    | Aleksandra Antonowa      | 8,00 SB  | Anastasija Sołowiowa                    | 8,06 SB    |
| Skok o tyczce             | Jelena Isinbajewa    | 4,81 WL    | Swietłana Fieofanowa     | 4,56     | Aleksandra Kiriaszowa Jiřina Ptáčníková | 4,56       |
| Skok w dal                | Darja Kliszyna       | 6,82       | Anna Nazarowa            | 6,75     | Julija Pidłużna                         | 6,70 PB    |